# Una famiglia... si fa per dire
Una famiglia... si fa per dire (Accidental Family) è una serie televisiva statunitense in 16 episodi trasmessi per la prima volta nel corso di una sola stagione dal 1967 al 1968. Fu annullata dalla NBC a metà della prima stagione per gli scarsi risultati di audience e sostituita dal programma Hollywood Squares.

## Trama
Un comico vedovo, Jerry Webster, ha comprato una fattoria nella valle di San Fernando come luogo in cui far crescere suo figlio, Sandy, quando non è in tour. Ad aiutarlo ad accudire il bambino è la divorziata Susannah Kramer (che ha una figlia della stessa età di suo figlio) e lo zio di Susannah.

## Personaggi e interpreti
- Jerry Webster (16 episodi, 1967-1968), interpretato da Jerry Van Dyke.
- Sue Kramer (16 episodi, 1967-1968), interpretato da Lois Nettleton.
- Sandy Webster (16 episodi, 1967-1968), interpretato da Teddy Quinn.
- Tracy Kramer (16 episodi, 1967-1968), interpretata da Susan Benjamin.
- Marty Warren (11 episodi, 1967-1968), interpretato da Larry D. Mann.
È il manager di Jerry.
- Ben McGrath (9 episodi, 1967-1968), interpretato da Ben Blue.
- Dewey (4 episodi, 1967-1968), interpretato da John Byner.
- Sammy (4 episodi, 1967), interpretato da Sammy Shore.
- Irv (3 episodi, 1967), interpretato da Herbie Faye.
- Eleanor (2 episodi, 1967), interpretata da Laura Barry.
- Mr. Jennings (2 episodi, 1967), interpretato da David Ketchum.
- Scott, Jr. (2 episodi, 1967), interpretato da Richard S. Steele.

## Produzione
La serie, ideata da Melville Shavelson, fu prodotta da Sheldon Leonard Productions e National Broadcasting Company e girata negli studios della Desilu a Culver City e in quelli della Paramount a Hollywood in California. Le musiche furono composte da Earle Hagen.

### Registi
Tra i registi della serie sono accreditati:
- Bob Sweeney in 5 episodi (1967)
- Earl Bellamy in 2 episodi (1967)

### Sceneggiatori
Tra gli sceneggiatori della serie sono accreditati:
- Bill Idelson in 2 episodi (1967-1968)
- Joseph Bonaduce in 2 episodi (1967)
- Melville Shavelson in un episodio (1967)

## Distribuzione
La serie fu trasmessa negli Stati Uniti dal 15 settembre 1967 al 5 gennaio 1968 sulla rete televisiva NBC. In Italia è stata trasmessa negli anni 1980 su reti locali con il titolo Una famiglia... si fa per dire.

## Episodi
| Stagione       | Episodi | Prima TV USA |
| -------------- | ------- | ------------ |
| Prima stagione | 16      | 1967-1968    |